# Schleuse Himmelpfort
Die Schleuse Himmelpfort ist eine Selbstbedienungsschleuse im Bereich der Lychener Gewässer. Sie liegt in Himmelpfort, einem Ortsteil der Stadt Fürstenberg/Havel im Norden des Landes Brandenburg.

## Beschreibung
Die erste Schleuse zwischen dem Haussee und dem Stolpsee entstand im Zusammenhang mit der Schiffbarmachung der Woblitz 1752. Um der wachsenden Schifffahrt auf den dortigen Gewässern gerecht zu werden, wurde von 1879 bis 1882 eine Schleuse nach dem Finowmaß erbaut, 1907 rekonstruiert und 1976 saniert und umgebaut. Vor dem Umbau 1976 hatte die Schleusenkammer schräge Schwergewichtswände aus Ziegeln mit gerammten Holzpfählen zum Festmachen der Schiffe.
Die Schleuse Himmelpfort gleicht den Wasserstand zwischen dem Stolpsee (Obere Havel-Wasserstraße) und den Lychenern Gewässern aus und hat eine durchschnittliche Fallhöhe von 1,15 Meter. Die Schleusenkammer kann auf 41,5 m Länge und 5,37 m Breite genutzt werden und wird mit Stemmtoren geschlossen. Die Faschinen im Ober- und Unterwasser wurden 2013 durch Spundwände ersetzt. Überwacht und unterhalten wird die Schleuse Himmelpfort vom Wasserstraßen- und Schifffahrtsamt Oder-Havel. Die Ausflugs- und Sportschifffahrt kann sie von Anfang April bis Ende November zu bestimmten Zeiten nutzen.